# Charles Bartliff
Charles Albert Bartliff (Memphis, Tennessee, 18 d'agost de 1886 - Medina, Ohio, 15 de març de 1962) va ser un futbolista i jugador de beisbol estatunidenc que va competir a primers del segle xx. El 1904 va prendre part en els Jocs Olímpics de Saint Louis, on guanyà la medalla de plata en la competició de futbol com a membre del Christian Brothers College.
A partir de 1906, i durant cinc temporades, jugà professionalment al beisbol. A començaments de la dècada de 1910 es traslladà a Cleveland, on continuà jugant a beisbol en clubs locals.